# Томарине
Тома́рине — село в Україні, у Бериславському районі Херсонської області. Населення становить 912 осіб.

## Населення

### Мовний склад
Рідна мова населення за даними перепису 2001 року:
| Мова       | Чисельність, осіб | Доля     |
| ---------- | ----------------- | -------- |
| Українська | 836               | 91,67 %  |
| Російська  | 73                | 8,00 %   |
| Інше       | 3                 | 0,33 %   |
| Разом      | 912               | 100,00 % |

## З історії села
Земля, на якій зараз знаходиться Томарине, раніше була частиною великої території, що належала різним козацьким родам, серед яких був і рід Томарів. Рід Томарів походить із козацької еліти, що відзначалася своєю активною участю в історії України.
Історичні джерела пов’язують його із запорозькими козаками, які служили в ролі захисників і дипломатів. Представники цього роду обіймали високі посади, зокрема були серед кошових отаманів і полковників, а деякі досягали дипломатичних висот і навіть керівних посад.
Томари також мали культурний вплив: у їхньому маєтку перебував Григорій Сковорода, видатний український філософ, який навчав їхніх дітей. 
За іншою легендою, перші поселення тут датуються другою половиною ХІХ століття, куди за легендою тодішній власник навколишніх земель, князь Трубецький вислав за непослух свою дочку Томару на хутір Бабине, поблизу якого і розкинулося село, що назване на честь панянки.
Сюди з 1849 року почали переселятися люди із навколишніх сіл.
Достеменно невідомо, але можливо та сама легенда про вислану князівну місцями правдива? Бо саме з другої половини ХІХ століття відбувається піднесення господарства Трубецьких і можливо саме з розвитком виноградарства пов’язане і активне переселення сюди людей.
За радянських часів село Томарине вважалося відділенням Козацького. Сюди на підселення були відправлені переселенці з Чернігівської, Полтавської та Черкаської областей.
З 1956 року в село отримало свою сільську раду. У липні 2018 року в рамках адміністративно-територіальної реформи була створена Шляхівська сільська громада, до складу якої увійшли села Урожайне, Томарине та Раківка. 
У червні 2020 року розпорядженням Кабінету Міністрів України в рамках адміністративно-територіальної реформи громада була ліквідована, село Томарино увійшло до складу Бериславської міської громади.

### Вторгнення Росії в Україну
25 лютого у селі загинув Купрійчук Максим Анатолійович та Ткачук Владислав. Колона потрапила під обстріл, проте всі дивом вціліли. Після цього всі, хто був у вантажівці з Максимом або пересів на БТР, або втік у поле, однак в БТР прийшлося пряме попадання снарядом біля села Томарино, що на Херсонщині. Максим помер від осколкового поранення в голову. У березні 2022 року село було окуповане російськими окупантами.
Визволене силами оборони України 10 листопада 2022 року в ході контрнаступу ЗСУ на Херсонщині.
В ніч на 4 вересня 2024 року російським бомбардуванням знищено томаринський будинок культури.

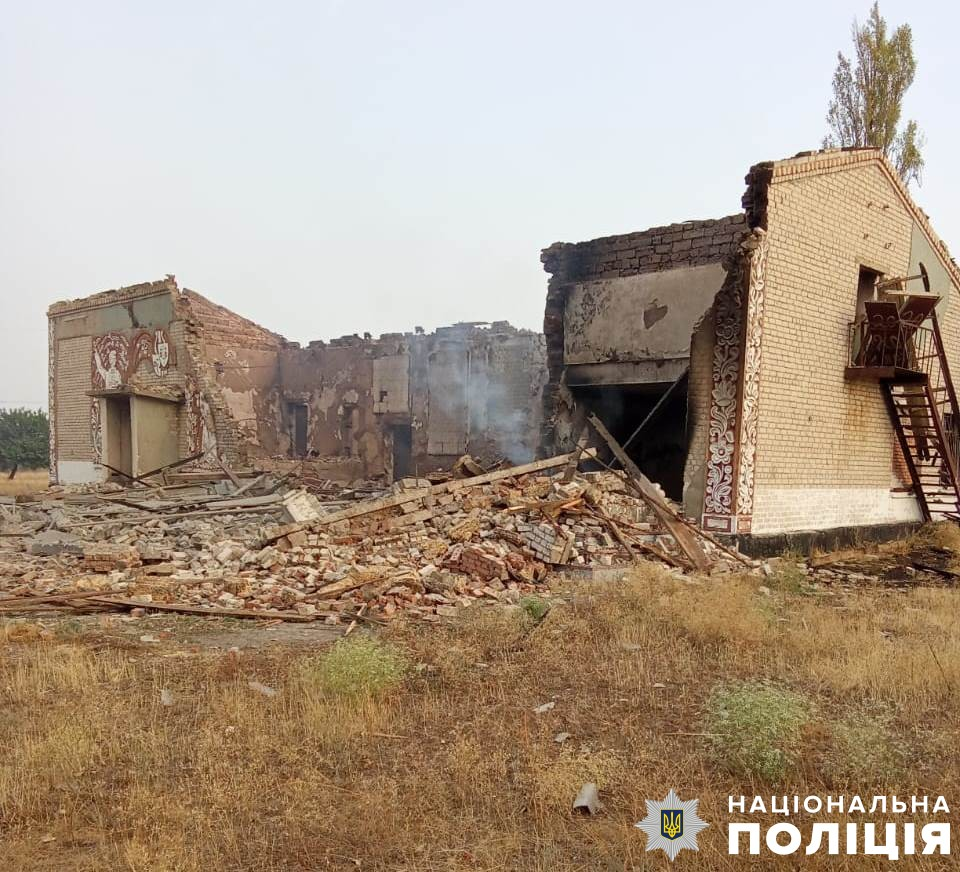
Сільський будинок культури після російського бомбардування

## Заклади
- Комунальне підприємство "ТОМАРИНСЬКЕ" Бериславської міської ради[9]
- Сільськогосподарське товариство з обмеженою відповідальністю "ТОМАРИНСЬКЕ"[10]
- Томаринська загальноосвітня школа І-ІІ ступенів[11]
- Томаринський заклад дошкільної освіти[12]